# 대한민국의 의학전문대학원
대한민국의 의학전문대학원(大韓民國─ 醫學專門大學院)은 의사를 양성하는 교육 기관으로 이전의 의과대학(6년제 과정)을 미국식으로 대학원 과정의 4년제 의학전문대학원 과정으로 만든 것이다.

전문대학원 체제 도입의 목소리가 등장하기 시작한 건 김영삼 문민정부 시절로 거슬러 올라간다. 당시에 대학원 제도 개선 방안의 하나로 논의되기 시작하다가 1996년 교육개혁위원회에서 처음으로 '의학전문대학원'을 명명했다.
이후 김대중 정부 시절 이돈희 교육부 장관이 새교육공동체위원장으로 있을 당시 김대중 대통령에게 법학전문대학원·의학전문대학원 도입을 보고하면서 의전원의 본격적인 도입 준비가 시작되어 기본계획을 확정했다.법학전문대학원(이하, 로스쿨)의 경우에는 이보다 조금 더 늦어져 노무현 정부 들어서 본격적인 도입 준비가 이뤄졌다.

대학 졸업자(학사) 이상의 학력을 가진 사람들이 입학할 수 있으며, 기본적으로 MEET를 봐야 한다. 노무현 정부 시절인 2005년에 의학전문대학원(이하, '의전원') 첫 신입생을 받았다.

2024년 기준, 차의과학대학교 1개 의학전문대학원이 의무 석사 과정을 운영하고 있다.

## 모집전형
수시모집은 학사과정성적과 공인영어성적과 서류전형성적과 면접고사 성적, 의학교육입문검사(MEET)성적으로 학생을 선발하고, 정시모집은 MEET성적과 학사과정성적과 공인영어성적과 서류전형성적과 면접고사 성적으로 학생을 선발한다.
각각의 반영요소마다 일정한 퍼센트를 부여한다. 지방에 소재한 대학에서 의학전문대학원 신입생을 모집할 때 특별전형으로 해당지역 소재 대학졸업생과 해당지역 소재 고교졸업생을 우대하여 선발한다.

## 전개
대학들이 의전원 체제를 실질적으로 도입하기 시작한 건 노무현 전 대통령 집권 초기인 2004년부터다. 노무현 정부에서 첫 교육부장관을 지낸 윤덕홍 전 부총리는 이 시기에 여러 차례 의학·법학·경영대학원 추진을 강력히 시사했다. ‘의대, 법대 졸업장 없이도 의사, 변호사가 될 수 있다’는 명분은 이른바 ‘좋은 직업’의 진입장벽 철폐를 주장해온 노 정부와
‘코드’가 마침맞았다.
2005년 서울대 의대에 이어 연세대 의대 교수협의회도 의학전문대학원 전환에 반대하고 나섰다.여기에 그동안 유보적이던 다른 주요 대학의 의대들도 부정적으로 돌아서 의학전문대학원 제도 자체가 교육부가 의학전문대학원 전환과 BK21 사업을 연계할 방침을 밝힌 만큼 대학들은 ‘계속 반대’냐 ‘연구비’냐를 선택해야 할 처지다. 연세대 의대 교수협의회는 “의대 교수 408명을 대상으로 투표한 결과 65%가 전문대학원에 반대해 전환하지 않기로 했다”고 2005년 5월 19일에 밝혔다. 연세대의 한 관계자는 “대학본부는 도입이 옳다고 보지만 의대 교수들의 반대가 강해 난감하다”고 말했다.대학들이 복잡한 내부 사정이 있지만 의학전문대학원으로 전환하여 2005년 기준 경희대 가천의대 건국대 등 10개 의대와 서울대 경북대 등 6개 치의대가 전문대학원으로 전환한 상태다.
2009년 전국 41개 의대 중 27개 대학이 의전원 체제를 도입했다. 그러나 이 중 절반인 13개 의대는 학부와 대학원 체제를 각 50%씩 섞어 운영하고 있다.
14개 대학은 아예 의전원 전환을 거부하고 있는 실정이다.2008년 10월 취임한 임정기 서울대 의대 학장(영상의학과)은 언론 인터뷰에서 사견임을 전제로 “의전원 체제는 교육적인 면, 선택적 면에서 합당하지 않다”는 입장을 밝히기도 했다. 그리고, 2010년에 향후 의학교육 체제를 최종 확정하기로 했다. 이 때문에 자칫 ‘2010년 이후 의전원제도 파행’이란 최악의 시나리오가 도출될 가능성도 배제할 수 없었다.

## 연도별 의학전문대학원 모집정원
2010학년도는 2009학년도 CHA의과학대학교 2명 미충원인원을 추가로 선발함에 따라서 1643명을 모집했으며
2011학년도는 가톨릭대학교가 완전 전환하면서 46명이 늘어나 1687명을 모집한다. 2010년대 초 1700명에 육박하던 의전원 입학 정원은 의대 복귀 첫해인 2015학년도 1242명으로 줄었고 2017학년도에는 5개 대학이 단 218명만을 선발하게 된다.
| 구분     | 2005년 (1회) | 2006년 (2회) | 2007년 (3회) | 2008년 (4회) | 2009년 (5회) | 2010년 (6회) | 2011년 (7회) | 2012년 (8회) | 2013년 (9회) | 2014년 (10회) | 2015년 (11회) | 2016년 (12회) | 2017년 (13회) |
| -------- | ------------ | ------------ | ------------ | ------------ | ------------ | ------------ | ------------ | ------------ | ------------ | ------------- | ------------- | ------------- | ------------- |
| 모집정원 | 159          | 620          | 696          | 840          | 1641         | 1643         | 1687         | 1687         | 1687         | 1687          | 1242          | 1242          | 218           |

## 수업
과정은 이전의 의학과(본과 4년간의 과정)와 가르치는 내용은 유사하지만, 기초의학 부분을 줄이고 임상의학 부분을 늘리는 추세이다. 또 기존과 달라진 점은 통합과목을 늘리고 문제중심학습을 도입했다는 것이다. 통합과목이란 이전의 생리학, 생화학, 내과, 외과 식의 분야별 과목에서 소화기란 통합과목을 개설하고 소화기에 관련된 내용을 생리학, 생화학부터 내과, 소아과, 방사선과 등의 이와 관련된 모든 교실이 참여하여 강의, 실습하는 형태이다. 또 실습을 대폭 늘려 병원실습(clerkship)을 강화하는 경우가 있다. 문제중심학습이란 이전의 의학에 대한 내용을 강의를 통해 주입시키는 것을 지양하고, 환자 증례 등 문제를 해답 없이 주고, 학생 스스로 학습, 토론, 튜터와의 질의를 통해서 해답을 찾아가는 과정 중심의 학습이다. 정답을 맞췄는가보다는 과정 중에 나타난 참여도, 논리적인 근거, 논리적인 사고 과정 등이 주된 평가의 대상이 된다.

## 논란

### 부유층과 사회지도층의 전유물
의전원에 들어가기 위해서는 막대한 금액이 든다. 의전원 진학을 꿈꾸는 수험생 앞엔 ‘학원비, 응시료, 등록금’ 등 세 겹으로 둘러싸인 고비용의 벽이 가로막혀 있다. 학원비·응시료·등록금 등 졸업장을 따려면 최소 1억 내외가 들며, 사정이 이렇다 보니 의전원 재학생이나 수험생 중 ‘가난을 무릅쓰고 도전하는 고학생’은 흔치 않다 그러므로, 형편이 어려운 빈곤층 및 서민층 자녀들은 꿈도 꾸지 못하므로 형편이 좋은 부유층과 사회지도층 자녀의 전유물이란 인식이 심어지게 된다. 박문일 교수 아들의 한양대 의학전문대학원 특혜의혹으로 박문일 교수는 사퇴하고 아들은 자퇴했다. 2013년 박문일 교수의 아들은 한양대 의학전문대학원을 자퇴하고, 그후 2015년 재입학하였다. 한양의대 내부에서는“자퇴 2년 후에 재입학이 가능하다는 내규를 이용해 재입한 것”이라며 “재입학하게 된 경위를 명확하게 밝혀야 한다”는 목소리가 나왔다.

### 폐전
2003년 의전원 제도 도입 당시부터 논란을 양산했던 의학교육 학제는 시간이 지날수록 한 대학 내 의대·의전원이 같이 운영되고 있는 현황을 우려하는 목소리가 커졌다. 이에 따라 병행 체제의 문제점을 해소하고 대책을 마련하고자 2009년 6월부터 의·치의학교육제도개선위원회가 구성돼 운영됐다. 의전원은 다양한 학문배경을 가진 의사양성, 학생선택권 확대 등의 장점을 가지고 있지만 교육기간 연장, 등록금 상승, 군의관 부족 및 이공계 대학원 기피현상 심화 등이 문제점으로 꼽혔다. 하지만 다양한 의사양성 학제가 의학발전에 도움이 된다는 공감대가 형성, 대학이 자율적으로 의전원과 의대 중 선택하기로 결정됐다.
2011년 9월 발표된 의전원 정원조정 결과 가천대와 강원대, 건국대, 동국대, 제주대 등 5개교가 의전원을, 이를 제외한 36개 대학이 의대 학제를 선택했다. 2011년 9월 학제 전환을 결정한 27개 대학의 정원 조정 계획을 제출받아 확정했지만 최근 의전원을 선택했던 가천대가 의대로, 의대를 선택했던 차의과학대가 의전원으로 결정을 번복했다.
2024학년도부터 차의과학대학교만이 의학전문대학원을 운영하고 있고 이외 모든 학교가 의과대학으로 운영하고 있다. 

## 같이 보기
- 대한민국의 의과대학
- 의·치의학교육입문검사
- 전문 석사
- 의무박사
- 의학 학사, 외과 학사 (Bachelor of Medicine, Bachelor of Surgery, BMBS)
- 법학전문대학원 (law school)
- 경영대학원 (business school)